# Monument Sibelius
Le Monument Sibelius (finnois : Sibelius-monumentti) est une statue publique érigée dans le Parc Sibelius du quartier de Töölö à Helsinki en Finlande,, créée par la sculptrice finlandaise Eila Hiltunen et dédiée au compositeur Jean Sibelius.

## Caractéristiques

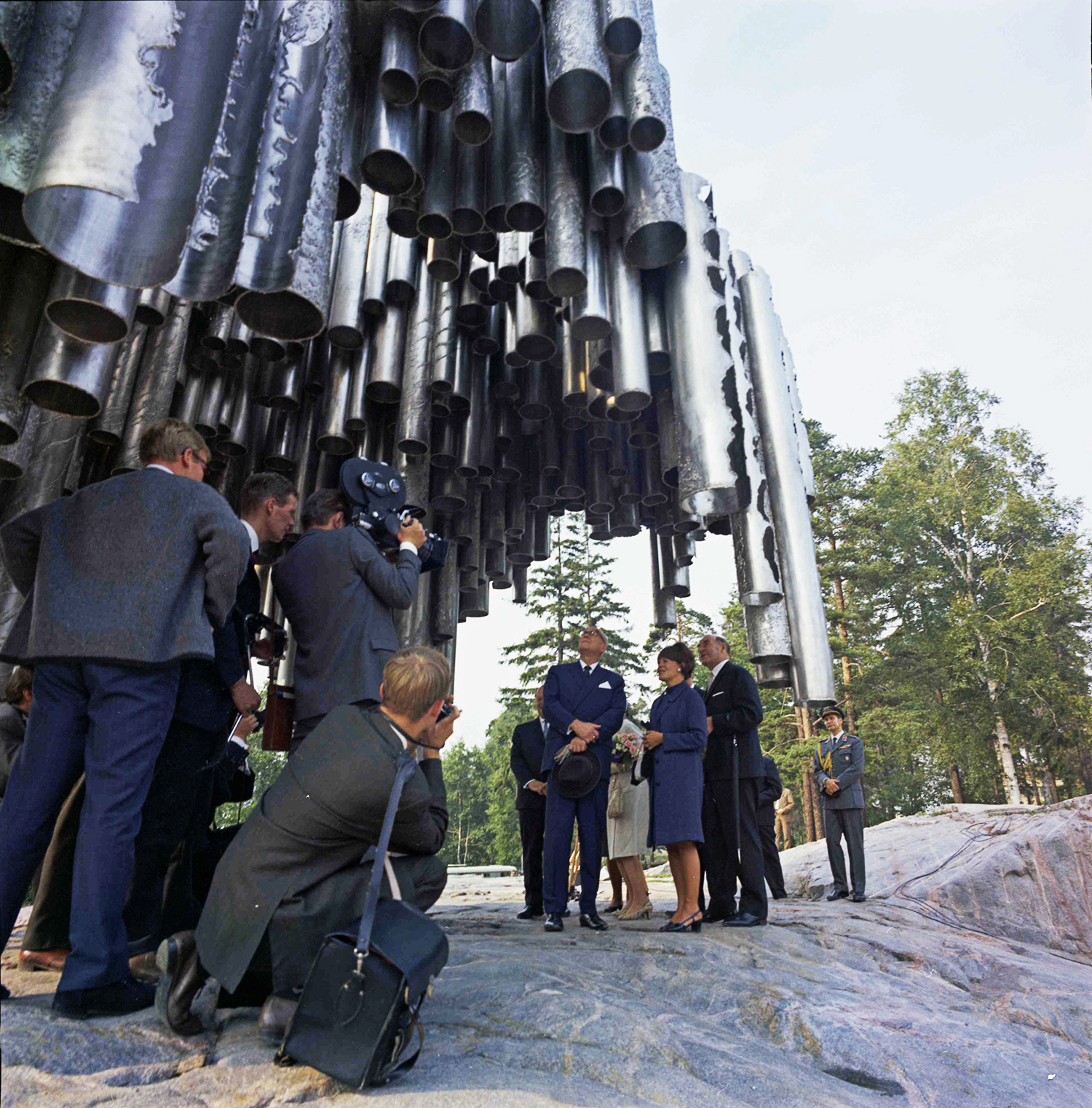
Dévoilement du Monument Sibelius par Urho Kekkonen et Eila Hiltunen.

La statue est faite de 600  tuyaux et elle pèse 24 tonnes. Le monument fait 8,5 mètres de haut, 10,5 mètres de long et 6,5 mètres de large,. C'est l'une des statues les plus visitées à Helsinki. Contrairement à ce que l'on pourrait croire les tuyaux ne représentent pas des grandes orgues mais des bouleaux, des arbres de la vie quotidienne finlandaise car Sibelius adorait la nature où il puisait son inspiration[réf. nécessaire]. L'œuvre a été admirée par les uns et critiquée par les autres qui voulaient un monument plus concret rappelant Sibelius. C'est ainsi que le portrait du musicien a été réalisé en acier, par un autre artiste, à côté de l'œuvre d'Elia Hiltunen. Une reproduction miniature de l'œuvre d'art a été faite par l'artiste avant la création de l'œuvre, et offerte par la Finlande à l'Organisation des Nations unies pour l'éducation, la science et la culture.